# Суботівський історичний музей

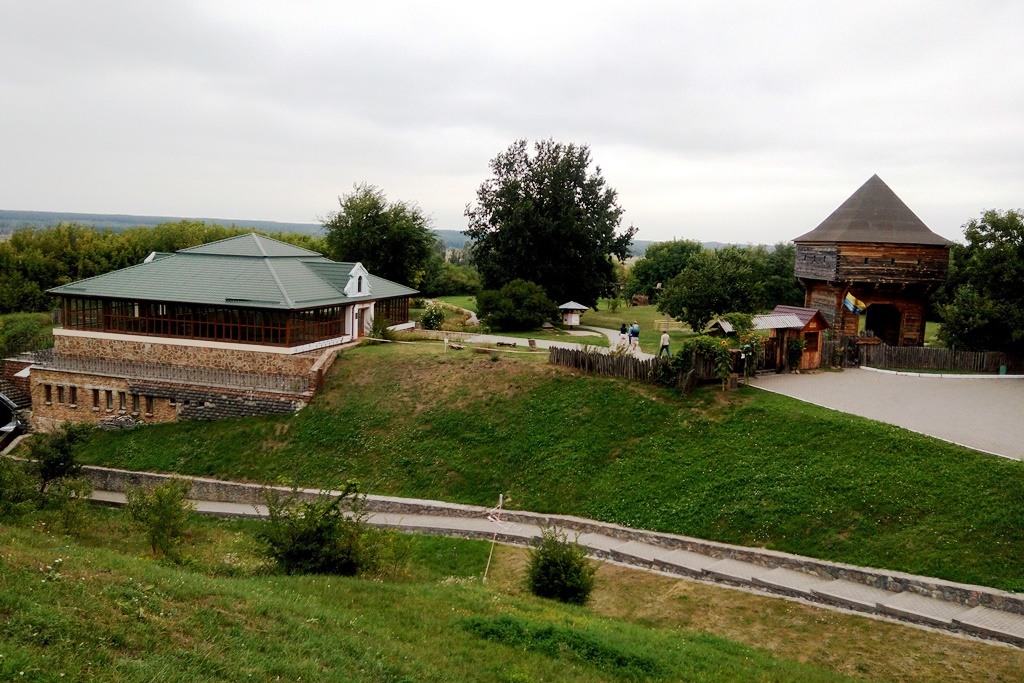
Вид на вхід до музею з боку Іллінської церкви

Суботівський історичний музей — пам'ятка національного значення, відділ Націона́льно істо́рико-культу́рного запові́дника «Чигири́н». Історичний музей був заснований в 1960 році в будівлі церкви Святого Іллі. З 1989 року установа увійшло до складу державного історико-культурного заповідника «Чигири́н». 23 вересня 1995 року, під час відзначення 400-річчя від дня народження Богдана Хмельницького Указом Президента України заповіднику було надано статус національного, а краєзнавчий музей в Суботові став його відділом.
Склад музею
- церква Святого Іллі — пам'ятник архітектури 17 століття, має національне значення;
- територія замчища Хмельницьких[4];
- 2 садиби кінця 19-початку 20 століття «Український дім»[5];
- пам'ятник ландшафту «Три криниці»;
- городище чорноліської культури[6] 9 століття до нашої ери.

## Реставрація та відтворення історичних пам'яток
Унікальна пам'ятка пізнього середньовіччя Свято-Іллінська церква в Суботові — усипальниця Богдана Хмельницького — збереженням своєї автентичності зобов'язана реставраційним роботам, що проводилися в ХІХ ст., в 20-х рр. ХХ ст. Нового якісного наповнення набувають наступні реставраційні роботи 50-х, 70-х, 90-х років ХХ ст., що проводилися вслід за археологічними дослідженнями.
1992—1994, 1996—2000 рр. були проведені 2 черги робіт по реставрації Іллінської церкви.
- Було повністю замінено покрівлю храму,
- потиньковано, побілено стіни церкви,
- проводилися реставраційний роботи дзвіниці,
- виготовлено і покрито позолотою вишуканий іконостас,
- настелено дерев'яну підлогу в храмі.

2000—2003 рр. проводилась III черга реставраційних робіт в с. Суботові:
- зведена підпірна стіна Замчища Б. Хмельницького,
- реставрована пам'ятка гідрології та історії «Три криниці».

## Галерея

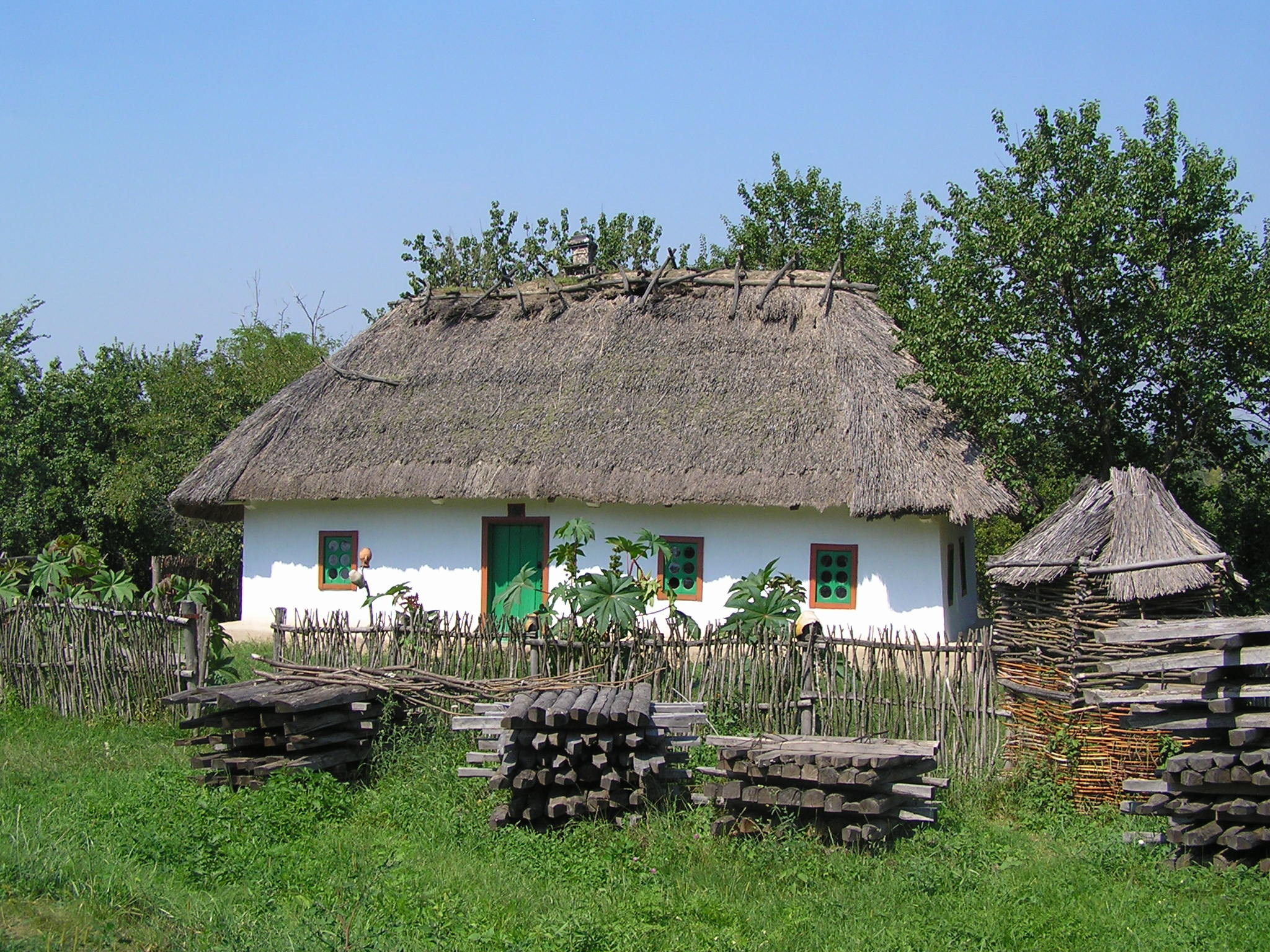
Хата ХІХ ст.
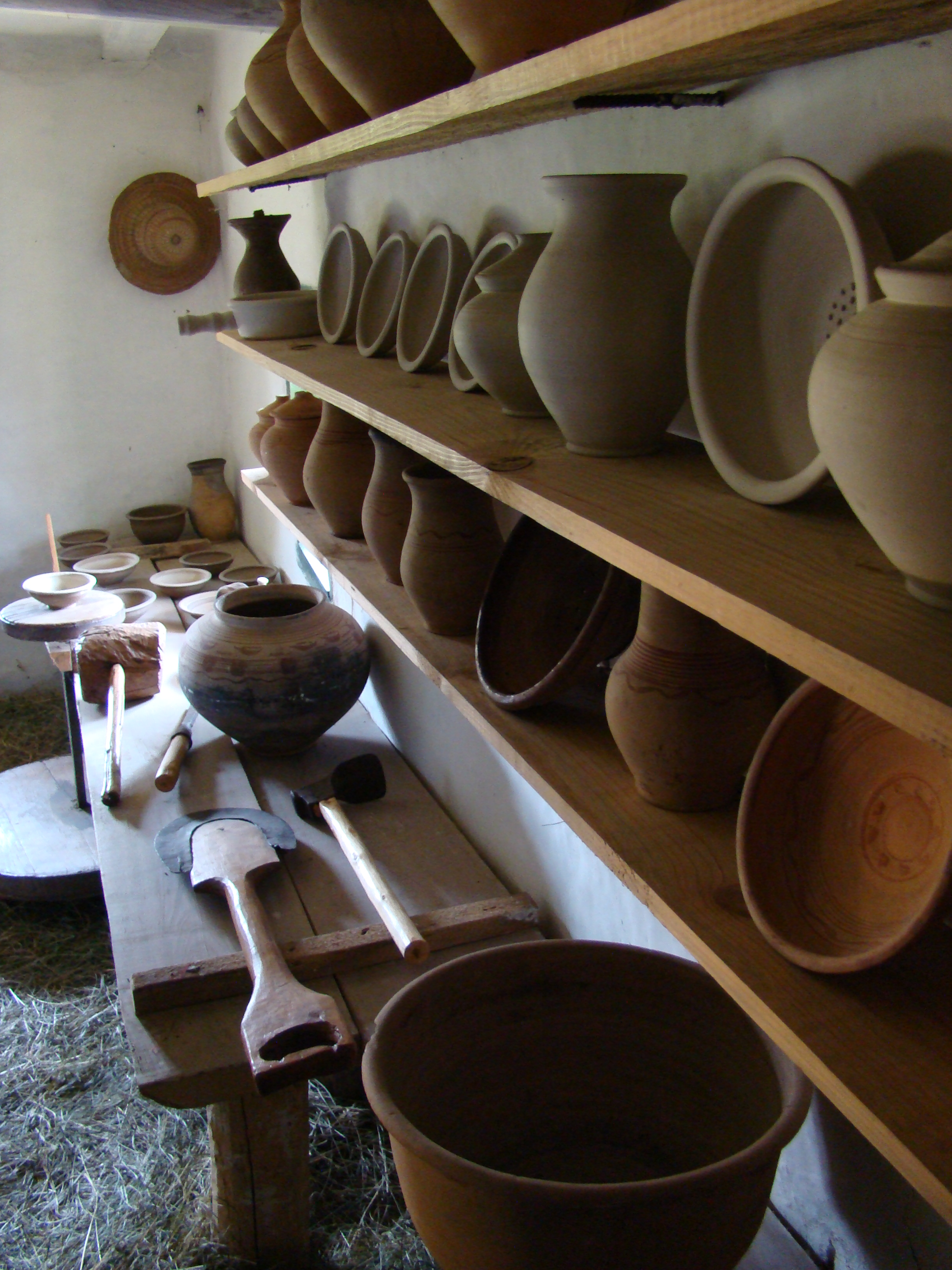
Хата. Мисник
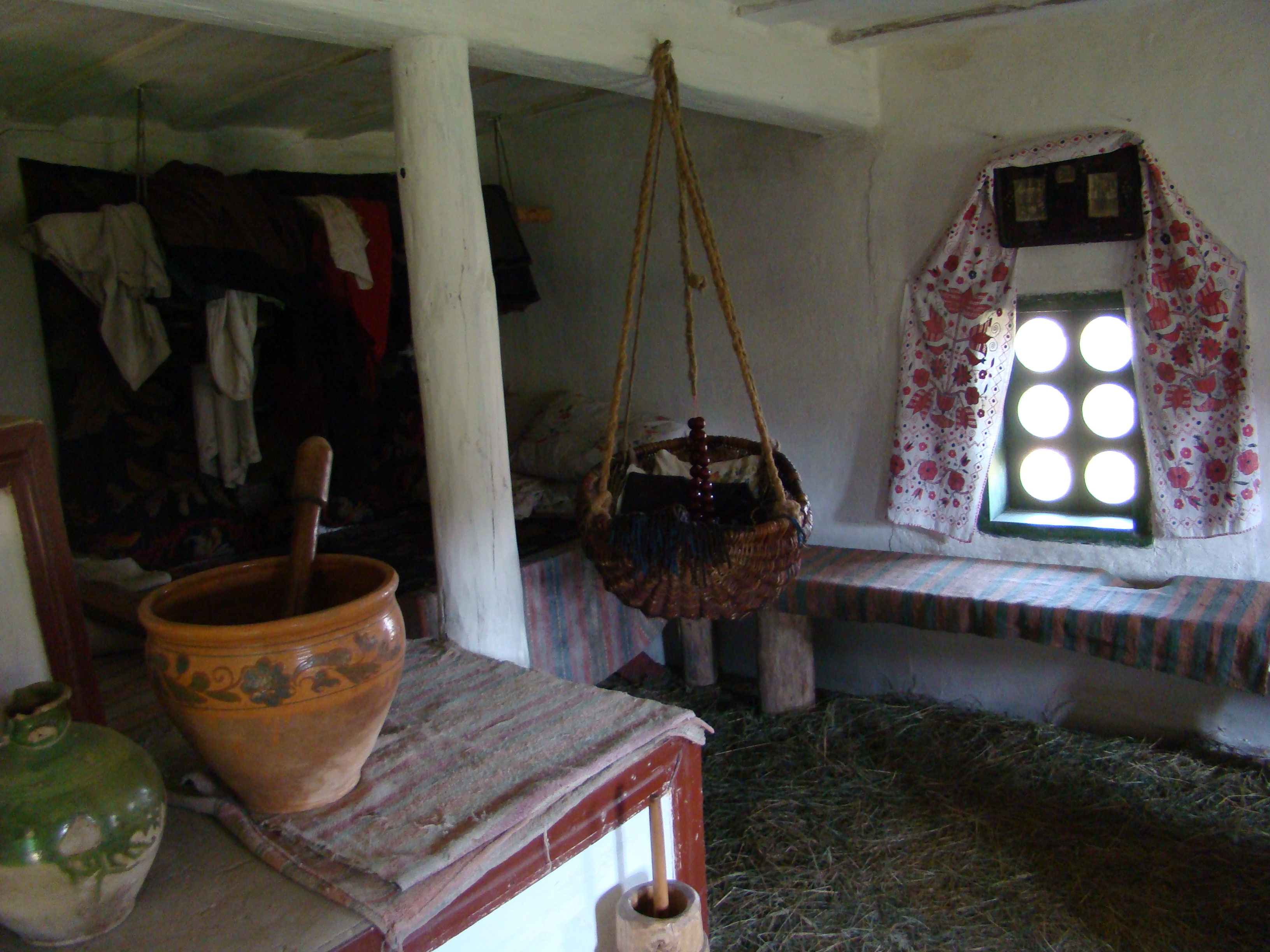
Інтер'єр